# Zatavua griswoldi
Zatavua griswoldi là một loài nhện trong họ Pholcidae. Loài này được phát hiện ở Madagascar.